# Bassariscus
Bassariscus es un género de mamífero carnívoro perteneciente a la familia Procyonidae, conocidos como cacomixtles. Existen dos especies en el género: el cacomixtle norteño (Bassariscus astutus) y el cacomixtle sureño (Bassariscus sumichrasti). Los estudios genéticos has sugerido que el grupo más cercano a Bassariscus son los mapaches.
El género fue descrito inicialmente por Elliott Coues en 1887. Su hábitat incluye las zonas semiáridas del suroccidente de Estados Unidos, y la selva tropical húmeda de América Central. 